# (12291) Gohnaumann
(12291) Gohnaumann est un astéroïde de la ceinture principale.

## Description
(12291) Gohnaumann est un astéroïde de la ceinture principale. Il fut découvert le 6 juin 1991 à La Silla par Eric Walter Elst. Il présente une orbite caractérisée par un demi-grand axe de 3,23 UA, une excentricité de 0,07 et une inclinaison de 7,1° par rapport à l'écliptique.

## Compléments